# أعمى (فلم)
أعمى (بالإنجليزية: Blinded)، هُو فيلم دراما غرينادي صدر سنة 2006، وقد أخرجه أندرسون كارليس. يتحدث الفيلم عن ظاهرة العنف الأسري، وقد أدى دورا البطولة فيه الممثلين ديليون والترز وتاهيرا كارتر. يُعد هذا الفيلم أول فيلم روائي طويل يُنتج بالكامل في غرينادا.

## طاقم التمثيل
- ديليون والترز في دور جون.
- تاهيرا ناتالي كارتر في دور كلارا.
- باسانيو نيكولاس.
- ليندون جورج.
- كلاوديا مورغان كارتر.

## روابط خارجية
- مقالات تستعمل روابط فنية بلا صلة مع ويكي بيانات